# Kalikatar
Kalikatar (nepalski: कालिकाटार) – gaun wikas samiti w środkowej części Nepalu w strefie Narajani w dystrykcie Makwanpur. Według nepalskiego spisu powszechnego z 2001 roku liczył on 726 gospodarstw domowych i 4390 mieszkańców (2111 kobiet i 2279 mężczyzn).